# Útěšov
Útěšov je malá vesnice, část města Bavorov v okrese Strakonice v Jihočeském kraji. Nachází se asi 2,5 kilometru severozápadně od Bavorova. Útěšov je také název katastrálního území o rozloze 3,88 km².

## Historie
První písemná zmínka o vesnici pochází z roku 1334.

## Obyvatelstvo
| Rok            | 1869 | 1880 | 1890 | 1900 | 1910 | 1921 | 1930 | 1950 | 1961 | 1970 | 1980 | 1991 | 2001 | 2011 | 2021 |
| -------------- | ---- | ---- | ---- | ---- | ---- | ---- | ---- | ---- | ---- | ---- | ---- | ---- | ---- | ---- | ---- |
| Počet obyvatel | 178  | 199  | 200  | 135  | 123  | 129  | 125  | 108  | 96   | 60   | 41   | 37   | 43   | 35   | 32   |
| Počet domů     | 22   | 24   | 24   | 24   | 22   | 23   | 25   | 29   | 28   | 24   | 18   | 27   | 29   | 30   | 30   |

## Obecní správa
Při sčítání lidu v letech 1850–1920 Útěšov byl osadou obce Svinětice v okrese Písek. V letech 1921–1960 byl samostatnou obcí, se kterým patřil nejprve do okresu Písek, ale v roce 1950 v okrese Vodňany. V letech 1961–1974 byl částí obce Krajníčko v okrese Strakonice. Od 1. ledna 1975 do 23. listopadu 1990 byl částí města Bavorov v okrese Strakonice. Od 24. listopadu 1990 do 31. října 1993 byl znovu částí obce Krajníčko v okrese Strakonice. Od 1. listopadu 1993 je opět částí města Bavorov v okrese Strakonice.